# ベイクウェル
ベイクウェル(英語: Bakewell)は、イングランド、ダービーシャーのダービーシャー・デールにある小さい市場町で行政教区である。ベイクウェルは地元の菓子ベイクウェルプディング（よくベイクウェルタルトと間違われる）でよく知られている。ベイクウェルはシェフィールドの約13マイル（21km）南西のワイ川の岸に位置している。2011年の国勢調査においてベイクウェルの行政教区の人口は3949人であった。ベイクウェルはチャッツワース・ハウスとハドン・ホールという観光地に近い。

## 歴史
この地区の以前の集落の証拠はあるが、ベイクウェル自体はおそらくアングル人の王国であるマーシアだった時のアングロ・サクソン時代に築かれた。ベイクウェルの名前はBadeca（かBeadeca）という名前の男性の湧水か小川を意味し、この個々の名前に加え古英語のwellaに由来する。グレード1として登録されている建築ベイクウェル教区教会は920年に設立され、教会付属の墓地に9世紀の十字架を所有している。現在の教会は12世紀と13世紀に建設されたが、事実上1840年代にウィリアム・フロックトンによって再建された。ノルマン時代までにベイクウェルはいくぶんかの重要性を獲得した。ベイクウェルと再建された教会（2人の司祭がいる）はドゥームズデイ・ブックで言及されており、モット・アンド・ベーリー城は12世紀に建設された。
市場は1254年に開設され、ベイクウェルは交易の中心地として発展した。ベイクウェルのワイ川に架かっているグレード1として登録されている5つのアーチがある橋は13世紀に建設され、13世紀前期の少ない残存物の1つである。含鉄泉が発見され1697年に浴場が建てられた。この発見と建築は、バクストンにならったやり方でスパタウンのようにベイクウェルを発展させるという18世紀の企てに繋がった。1777年のリチャード・アークライトによるランフォード・ミルの建設に続いて、19世紀の街の多くが再建された。

## 地形
ベイクウェルはダービーシャーの中心部のワイ川の谷に位置する。ベイクウェルは海抜約125メートル（410フィート）で川の近くに位置しており、最も高い街の部分で谷の斜面は約185メートル（607フィート）ある。街はダービーシャー・デールにあり、シェフィールドの約13マイル（21km）南西、マンチェスターの31マイル（50km）南東、ダービーの21マイル（34km）北に位置する。近くの街は南東にマトロック、東にチェスターフィールド、西北西にバクストンがある。ベイクウェル近くの村はアッシュフォード・イン・ザ・ウォーター、エルトン、グレート・ロングストーン、ムーニーアシュ、オーバー・ハドン、シェルドン、ローズリー、ピルズリー、ユールグリーヴとバスロウがある。

## 経済
ベイクウェルは多くの国内外の観光客をひきつけている。月曜日はこの日に伝統的な市場が街で開催されるとして観光客に人気がある。家畜市場は街の中心部から川を渡ったところにある新しい特設の農業センターに格納されている。中型の市場の露店市場は繁華街で開催される。
街の主要な雇用主はバスロウロードのオールダンハウスに本拠地を置くピーク・ディストリクト国立公園局である。国立公園局は地域の保全や拡張、及び理解を促進し公園で楽しく過ごせるようにするための仕事をすることになっている。オールダンハウスの向かい側はもう一つの主要な雇用主で、地域社会に外来診察サービスを提供する国民保健サービスの小さな病院であるニューホルム病院である。コスタコーヒーの支店を街に出店することに反対するキャンペーンがあり、地元の商業者も参加している。

## 歴史的建造物

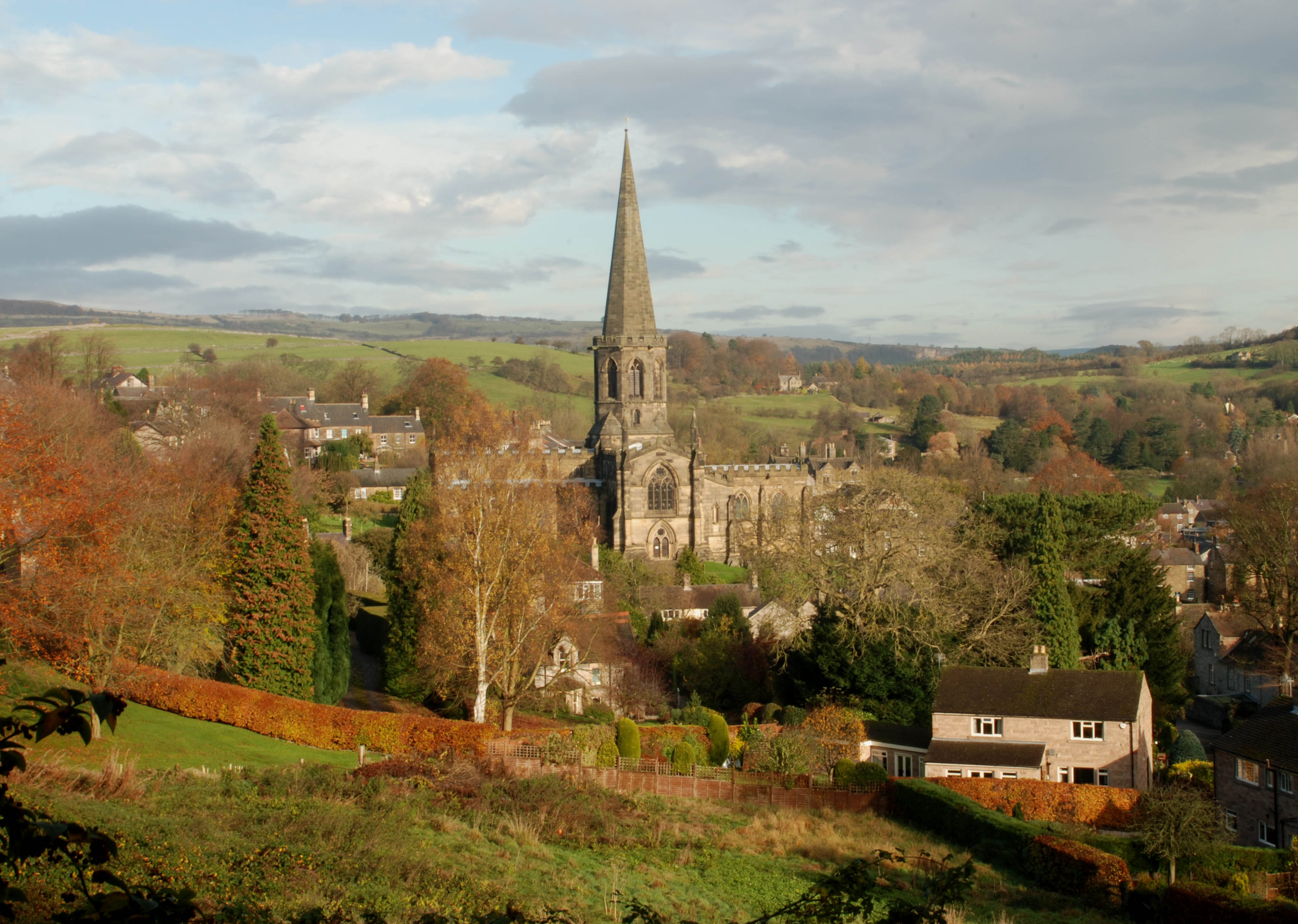
オールセインツ教会、ベイクウェル

オールセインツ教会はグレード1として登録されているサクソン時代の920年に設立された教会であり、教会付属の墓地には2つの9世紀のサクソンの十字架がある。1840年代の復旧工事の間、サクソンの石細工の多くの彫刻が施されたサクソン時代の破片や古代の石の棺が教会内や屋根付き玄関の周辺で見つかった。
十字架の1つは、正確にはよくわからないがビーリーの近くで土から掘り起こしたビーリー・クロスで、数年間ダーレ―ブリッジの近くのホールトハウスの土地に移された。土台と支柱だけは残存するが、5フィート以上の高さに立ち全四面に彫刻されている。
もう1つの十字架は高さ8フィートでほぼ完全に残っているベイクウェル・クロスである。ベイクウェル・クロスは7世紀か8世紀に彫刻され、受胎告知の1つを含む多くの場面を示している。もともとは十字架はハソップの十字路に立っていたかもしれないが確固たる証拠はない。
教会にはトーマス・ベイトマンによって収集された十字架と彫刻が施された石があり、シェフィールドのウェストン公園美術館に寄贈され、1899年にベイクウェルに移された。
1350年頃ベイクウェルの荘園を獲得したサー・ゴッドフリー・ド・フォルジャムと彼の妻アヴィーナの素晴らしいアラバスターの記念碑がある。

## 交通手段

### 鉄道

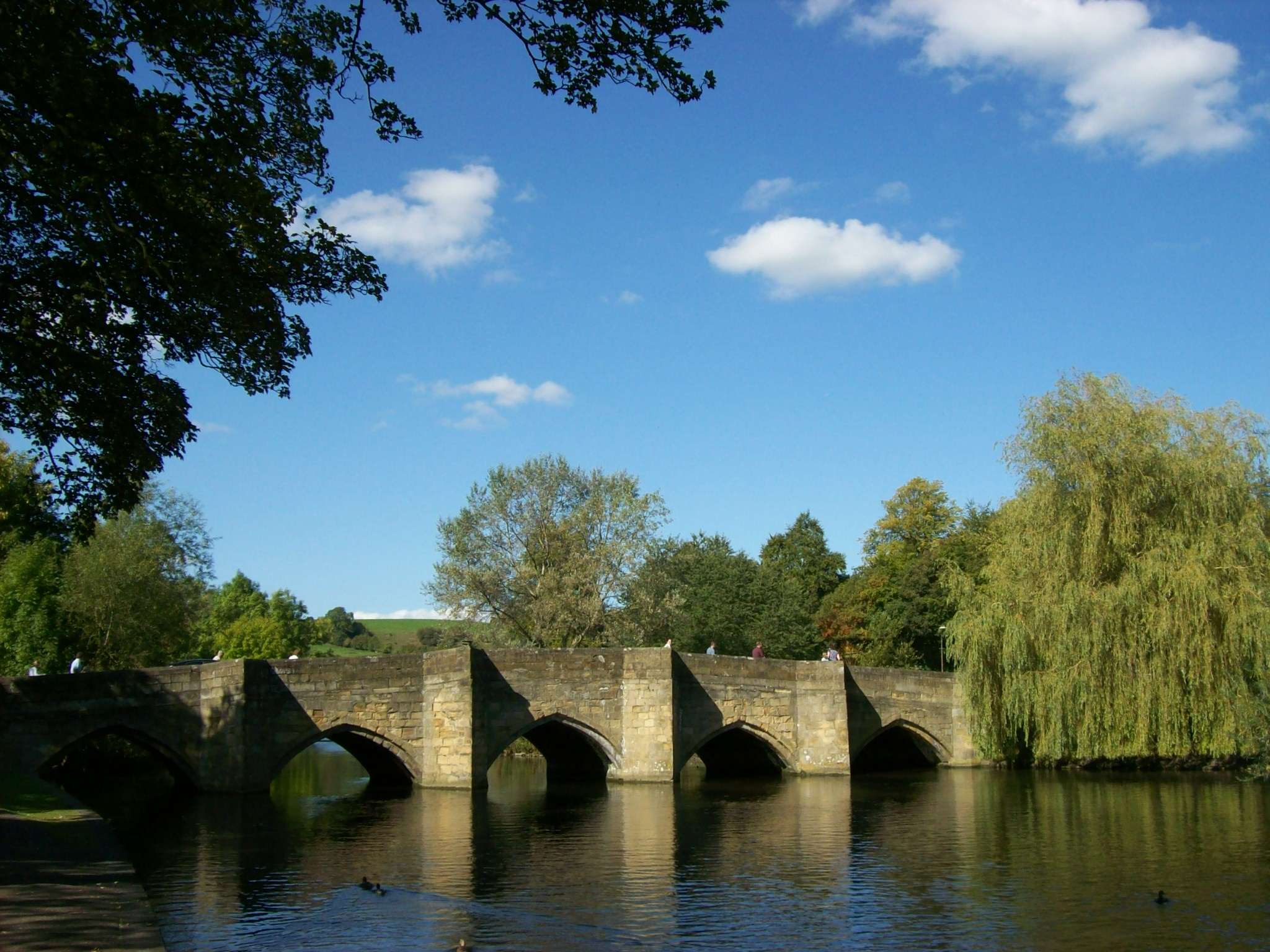
ベイクウェルの中世の橋

1862年にマンチェスター、バクストン、マトロック、ミッドランド・ジャンクション鉄道はベイクウェル鉄道駅を開いた。線路はロンドンからマンチェスターへのミッドランド鉄道の一部になり、さらに後にロンドン・ミッドランド・アンド・スコティッシュ鉄道の本線になった。ジョン・ラスキンは「バクストンの愚か者は20分でベイクウェルにいることができるだろう、逆もまた同様」としてダービーシャー地方の冒涜とみなし反対した。ベイクウェル駅舎は街が見える丘の中腹に位置している。ハッドン・ホールのラトランド公爵の地所を通る線路への彼の許可に対する返礼として、小さい街には見合わないほど大きく魅力的な駅舎が建てられ公爵の紋章が石造物に彫刻された。貴族と地主たちの歓心を買うような駅舎の建設はその時代の特色をよく示していた。というのも、彼らの支援は議会制定法を制定するために必要であったからである。そうは言っても鉄道の不便な高い外形は、線路はハッドンホールの見えないところに走らせるという公爵の強い主張によるものであり、鉄道の外形は駅を市外に建設することを強制した。マトロックとバクストンの間の線路が1968年に閉まったため、ベイクウェル鉄道駅の建物は今小企業に使われている。道路の多くは現在歩行、サイクリング、乗馬用の静かな自動車交通がない道路であるモンサルトレイルに指定されている。
「通常の」電車は現在ダービーからアンバーゲートを通ってマトロックまでだけとマンチェスターとバクストンまでだけの範囲を走っている。そこはベイクウェルとモンサル谷の壮大な高架橋の上を通る線路の一部であるワイ渓谷の残りを完全に再開することを求める提案が繰り返されている。
地元の保存鉄道事業であるピーク鉄道はマトロックからハドン・ホール近くのベイクウェルの東へ数マイルの村であるローズリーへの線路の再開によって表された。ベイクウェルに到着することはピーク鉄道の長期の野心の1つにすぎない。そして鉄道の未来の復帰（いずれかの後援で）に対する思いを生かし続けるために、ダービーシャー州議会は現在発展から路盤を保護している（これは古い鉄道駅が完全に修復され、以前の壮観に戻り、無傷のままの状態を見るためである）。

## ベイクウェルプディング

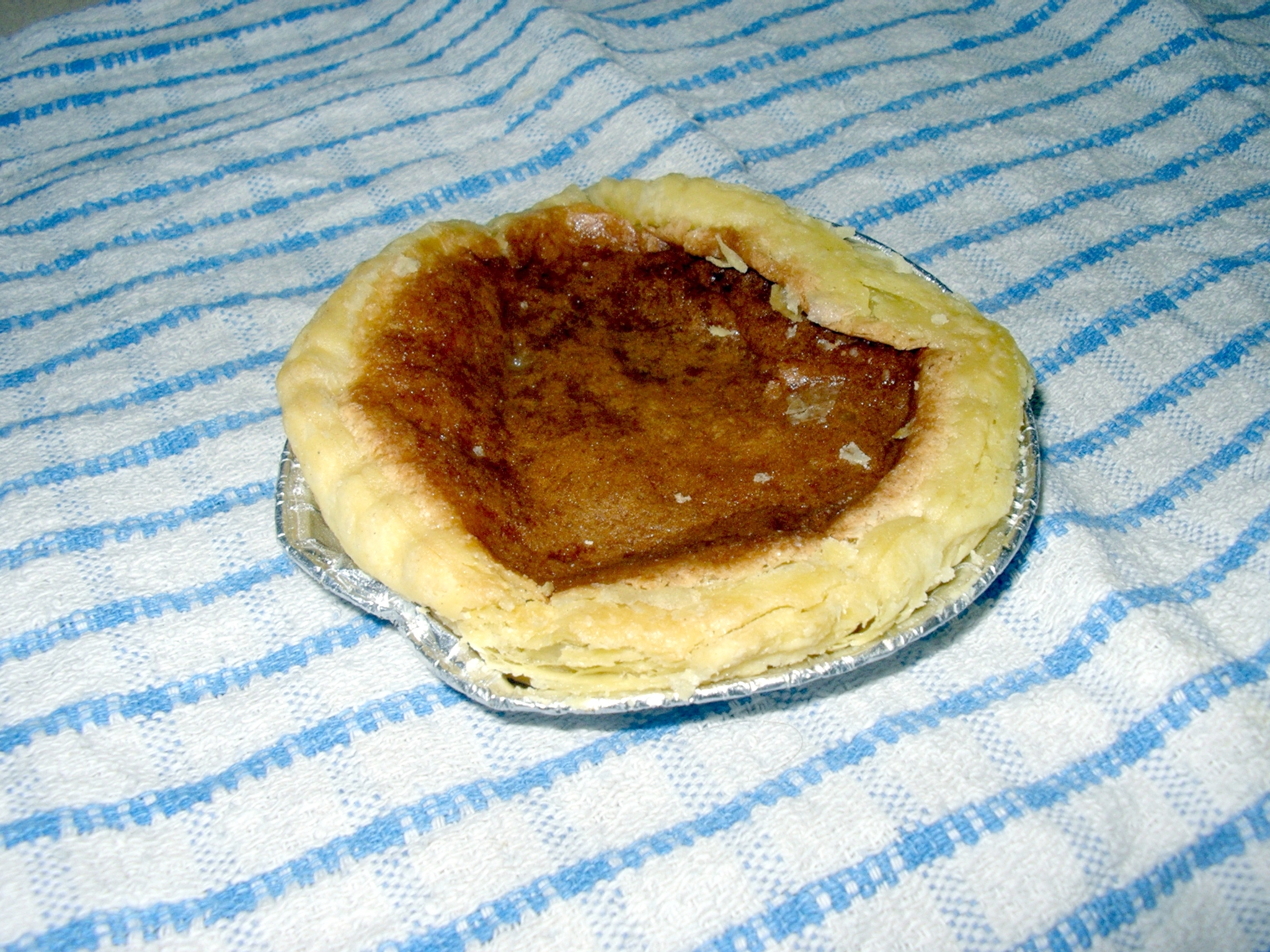
ベイクウェルプディング

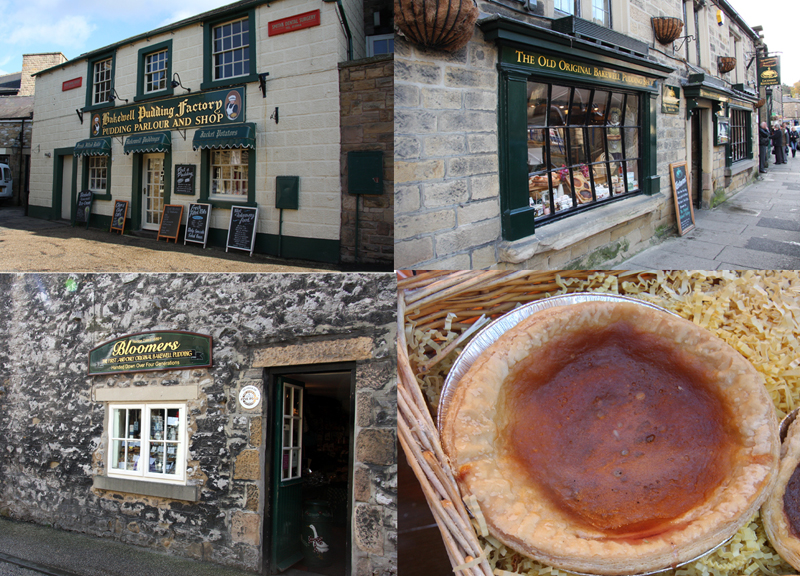
自身のベイクウェルプディングの最初の調理法を主張する3店舗

ベイクウェルプディングはたまごとアーモンドプードで濃厚な風味にした豊富なジャムのペイストリーである。ベイクウェルプディングはサクサクするペイストリー、アーモンドのトッピング、スポンジ、ジャムの中身から作られた全く違う菓子のベイクウェルタルトと間違われる。ミスター・キプリングもまた、よくベイクウェルタルトとしても知られる「チェリー・ベイクウェルズ」を作った。ベイクウェルプディングの起源は明らかになっていないが、一般に受け入れられている話は、ホワイトホースイン（現在はラットランドアームズホテルと呼ばれている）の女主人が、彼女の料理人にたまごとアーモンドペーストをベースとしたジャムタルトを作るように指示を残した1820年に偶然に初めて作られた、という話である。料理人はたまごとアーモンドペーストとかき混ぜたものをペイストリーに入れる代わりにジャムの上に広げた。調理すると、ジャムはペーストの上にくるようになった。その結果はホワイトホースインホテルで有名な料理になるには十分に上出来で、通常上に粉砂糖がかかった商品の派生料理はベイクウェルタルトという名を広げた。
ベイクウェルにある3店舗は、彼らそれぞれが最初の調理法だと主張する。ベイクウェルタルトショップと喫茶店は「ベイクウェルタルト」「糖衣をかけたベイクウェルタルト」「しっとりしたベイクウェルタルト」と「伝統的なベイクウェルプディング」という4種類の菓子を売るが、一方で最初のオールドベイクウェルプディングショップとベイクウェルのブルーマーズ両店は「ベイクウェルプディング」を売る。

## 名所
- オールドハウス博物館
- ベイクウェルのオールセインツ教会

## イベント
街で毎年開催される行事がたくさんある。ピーク・ディストリクトの伝統的な「井戸祭り」は6月の間に開催される。井戸祭りでは、街のあらゆる場所に粘土に埋め込まれた花びらでできたカラフルな像が現れる。ベイクウェルの農芸展覧会（ザ・リトル・ロイヤル）は、イギリスで最も広く報道の注目を集める農芸展覧会のひとつで、約65000人の観光客を呼び込む。農芸展覧会はベイクウェル・ショーグラウンドで8月最初の水曜日と木曜日に開催される。8月にはまた、1997年に始まった音楽と映画のイベントであるベイクウェル芸術祭が開催される。ピークライブラリーフェスティバルは毎年春と秋に開催される。5月の春の例大祭と10月の秋の例大祭は月の最後の金曜日に始まる。カーニバル週間は7月の初めに開催され、街を通る行列が最高潮に達する。

## スポーツと娯楽
ラグビーユニオンは街でベイクウェルマネリアンズRUFCがラグビーをプレーしている。ベイクウェルマネリアンズRUFCは現在ミッドランド2イースト（ノース）で優勝を争う。
街からはベイクウェルレッドライオンFCとベイクウェルタウンFCの2つのサッカーチームが出ている。ベイクウェルには、繁華街の東にテニスコート、子どもたちの遊び場とサッカー、クリケットのピッチがある大きい遊園地がある。街中の図書館の近くには市営の水泳プールと体育館がある。ワイ川のそばには人気のある川岸歩道がある。

## スティーヴン・ダウニング事件
ベイクウェルは、「ベイクウェルタルト」殺人としても知られているスティーヴン・ダウニング事件の間注目の的であった。スティーヴン・ダウニング事件は、1974年に32歳の弁護士秘書をベイクウェル墓地で殺害した罪で17歳の地方公務員スティーヴン・ダウニングに有罪判決を下し投獄した。地方紙のキャンペーンに続いて、彼の有罪判決はダウニングが刑務所に入ってから27年後の2002年に覆った。事件はイギリス法史で最も長い誤審になったと伝えられ、世界的にマスコミの注目を引き付けた。

## 文学において
ベイクウェルはジェーン・オースティンの「高慢と偏見」の43章で、エリザベス・ベネットによってペンベリーを訪れるために彼女が旅行した街として名が挙げられている。

## テレビで
- ベイクウェルはMost Haunted: Midsummer Murdersの最終話でとりあげられた。最終話で撮影班は1800年代のクリスマス・イヴに起こった殺人を調査する。最終話はまた、土に埋められていた2人の身元不明の男性の死体が見つかったため、シリーズ中で最も恐ろしい放送として実況中継の放送の最後を飾った。
- 2010年にラットランドアームスホテルはThe Hotel Inspectorの放送で特集された。

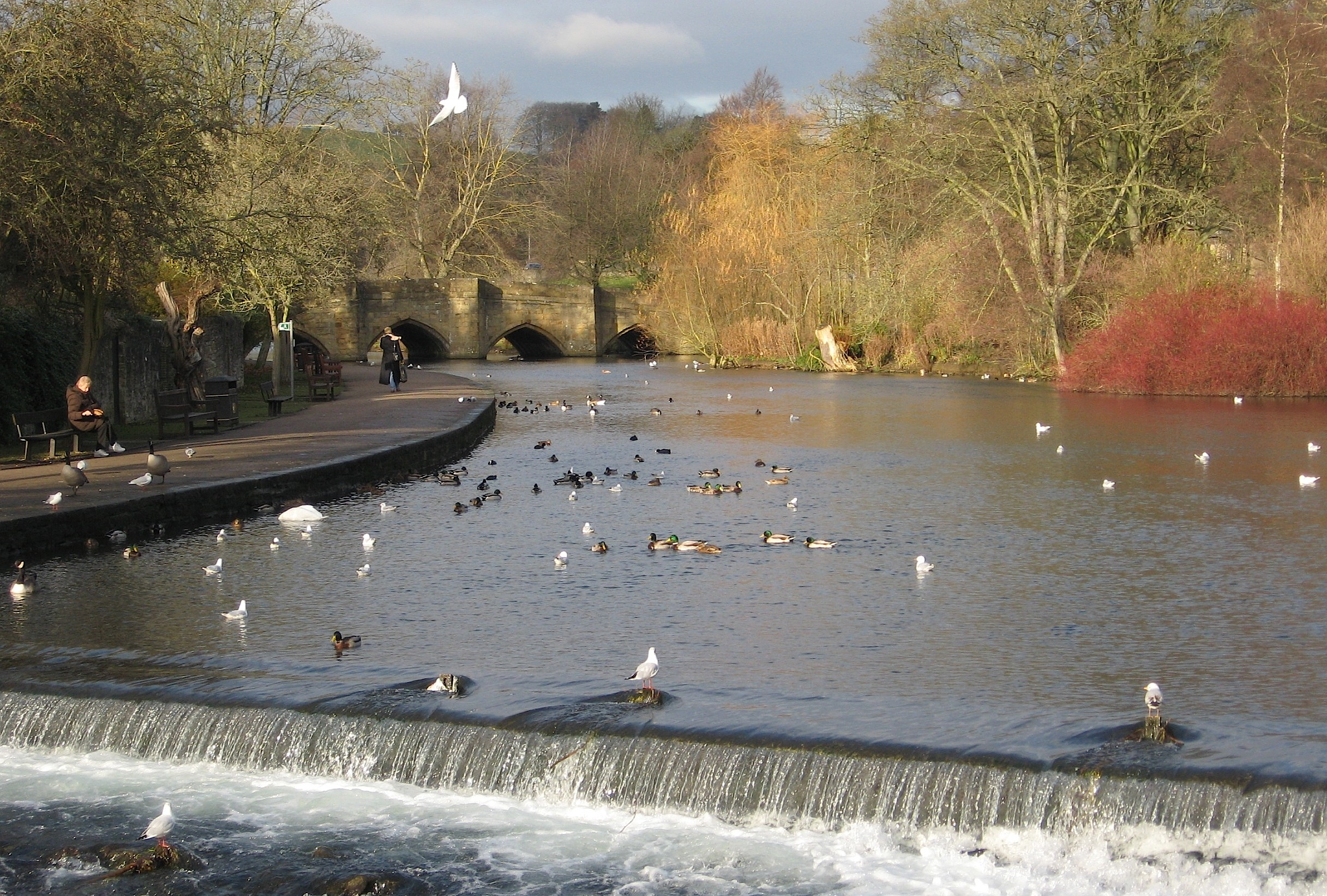
13世紀の橋の5つのアーチ門を一望できるワイ川公園
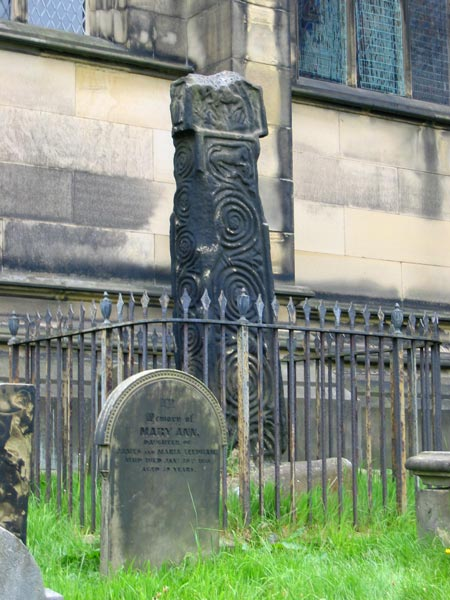
ベイクウェル教区教会の教会付属の墓地にあるベイクウェルの十字塔
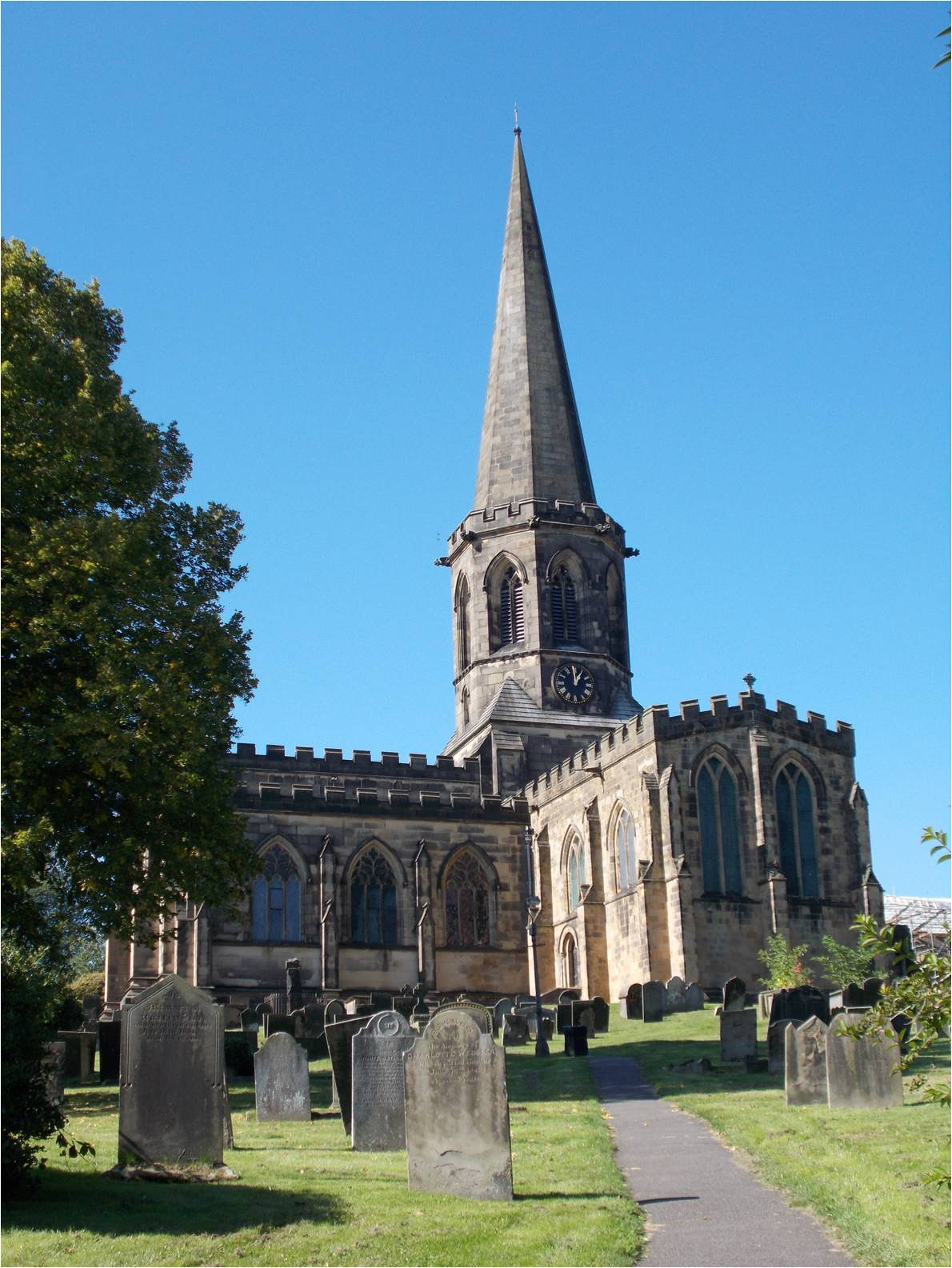
ベイクウェル教区教会